# Fallingwater

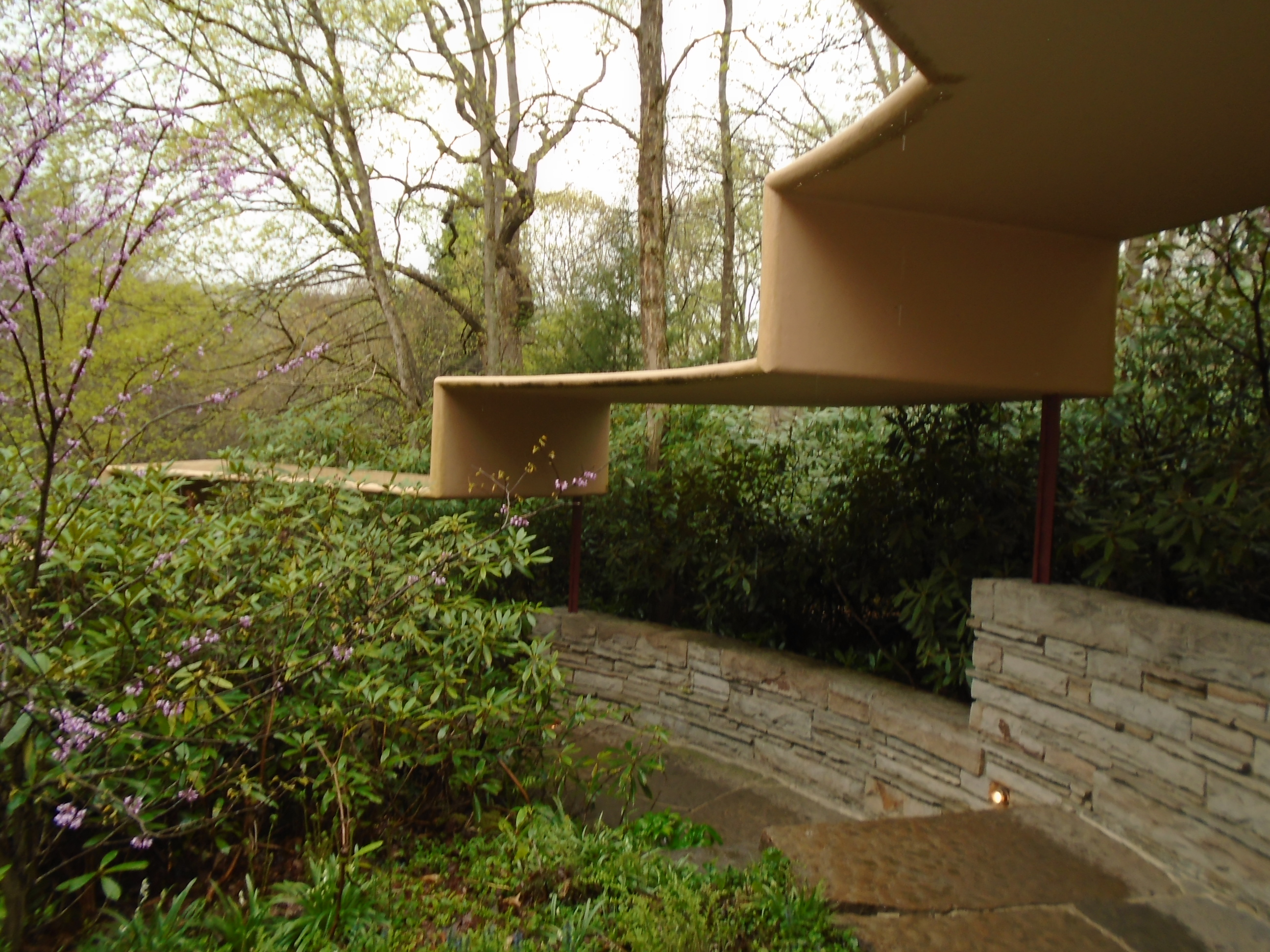
Fallingwater trên đường từ nhà đến nhà khách

Fallingwater hay Nhà thác nước là một ngôi nhà được thiết kế bởi kiến trúc sư Frank Lloyd Wright vào năm 1935 ở vùng nông thôn phía tây nam Pennsylvania, 43 dặm (69 km) về phía đông nam Pittsburgh. Ngôi nhà được xây dựng một phần trên thác nước trên Bear Run thuộc khu vực Mill Run thuộc thị trấn Stewart, hạt Fayette, Pennsylvania, nằm ở vùng cao nguyên Laurel của dãy núi Allegheny. Nó được thiết kế như một ngôi nhà nghỉ dưỡng cuối tuần cho gia đình Liliane và Edgar J. Kaufmann Sr., chủ sở hữu của cửa hàng bách hóa Kaufmann's.
Sau khi hoàn thành, Time gọi Fallingwater là "tác phẩm đẹp nhất" của Wright  và nó nằm trong danh sách Life List of 28 Places to See Before You Die (danh sách 28 địa điểm phải đến trước khi chết) của tạp chí Smithsonian. Ngôi nhà được chỉ định là Di tích Lịch sử quốc gia vào năm 1966. Năm 1991, các thành viên của Viện Kiến trúc sư Hoa Kỳ đã gọi Fallingwater là "công trình tốt nhất mọi thời đại của kiến trúc Mỹ" và năm 2007, nó được xếp thứ 29 trong danh sách Kiến trúc yêu thích của Mỹ theo AIA. Nó và bảy công trình khác của Wright đã được ghi vào Danh sách Di sản thế giới với tên gọi chung "Công trình kiến trúc thế kỷ 20 của Frank Lloyd Wright" vào tháng 7 năm 2019.

## Lịch sử
Ở tuổi 67, Frank Lloyd Wright được trao cơ hội thiết kế và xây dựng ba tòa nhà. Với ba tác phẩm của ông vào cuối những năm 1930 gồm Fallingwater; trụ sở chính Johnson Wax ở Racine, Wisconsin; và ngôi nhà Herbert và Katherine Jacobs ở Madison, Wisconsin Wright đã lấy lại được vị thế của mình trong cộng đồng kiến trúc sư.